# 鄧球
鄧球（？—？），字應鳴，湖廣永州府祁陽縣人，民籍，明朝政治人物。

## 生平
嘉靖二十五年（1546年）丙午科湖廣鄉試第八名舉人。嘉靖三十八年（1559年）中式己未科會試第八十一名，三甲第一百二十一名進士。嘉靖三十九年，接替杜諫，擔任南直隶常州府宜興縣知縣，后由郁言接任知縣。四十三年官江西弋陽縣知縣。

## 家族
曾祖鄧思義；祖父鄧渥；父鄧大森，母劉氏。